# Цзу Ї
Цзу Ї (кит. трад.: 祖乙; піньїнь: Zu Yi) — правитель Китаю з династії Шан, син Хе Дань Цзя.

## Правління
Правив упродовж 19 років. У перший рік свого правління переніс столицю до міста Ґен, де провів церемонію коронації. Наступного року знову переніс столицю, того разу до міста Бі, де за 6 років було збудовано новий імператорський палац. За правління Цзу Ї держава Шан сягнула значного розвитку, зокрема завдяки зусиллям головного міністра Вусяна. Після смерті Цзу Ї владу в країні успадкував його син Цзу Сінь.